# A Beautiful Lie
A Beautiful Lie és el segon LP de 30 Seconds to Mars, llençat al mercat el 30 d'agost de 2005.

## Crèdits
- Jared Leto - Veus, Guitarra
- Shannon Leto - Bateria
- Tomo Miličević - Guitarra
- Matt Wachter - Baix

## Llista de Cançons
1. Attack - 3:09
2. A Beautiful Lie - 4:05
3. The Kill (Bury Me) - 3:51
4. Was It a Dream? - 4:15
5. The Fantasy - 4:29
6. Savior - 3:24
7. From Yesterday - 4:07
8. The Story - 3:55
9. R-Evolve - 3:59
10. A Modern Myth - 3:00
  - Praying for a Riot - 1:43 (Hidden track) - 14:14
11. Battle of One - 2:47
12. Hunter - 3:55 (Björk)